# Lille OSC
Lille Olympique Sporting Club – francuski klub piłkarski z siedzibą w mieście Lille. Czterokrotny mistrz kraju, sześciokrotny triumfator Pucharu Francji, zdobywca Pucharu Intertoto w 2004 roku. W sezonie 2021/2022 grający w Ligue 1, Pucharze Francji oraz w Lidze Mistrzów. Trenerem klubu jest Paulo Fonseca.

## Historia
Klub powstał w 1944 roku w wyniku fuzji klubów Olympique Lillois oraz SC Fives, po których klub przyjął do dziś obowiązującą nazwę Lille OSC.

### Historia nazw
- 1944: Stade lillois
- 1944–1998: Lille Olympique Sporting Club
- 1998–2012: Lille Olympique Sporting Club Lille Métropole
- 2012–...: Lille Olympique Sporting Club

## Sukcesy
- Mistrzostwo Francji (4): 1946, 1954, 2011, 2021
- Wicemistrzostwo Francji (6): 1948, 1949, 1950, 1951, 2005, 2019
- Puchar Intertoto: (1): 2004
- Puchar Francji (6): 1946, 1947, 1948, 1953, 1955, 2011
- Superpuchar Francji: (1): 2021
- Mistrzostwo Ligue 2 (4): 1964, 1974, 1978, 2000

## Obecny skład
Stan na 14 sierpnia 2023
| Nr | Poz. | Piłkarz                |
| -- | ---- | ---------------------- |
| 1  | BR   | Léo Jardim             |
| 3  | OB   | Tiago Djaló            |
| 4  | OB   | Alexsandro             |
| 5  | OB   | Gabriel Gudmundsson    |
| 7  | PO   | Hákon Arnar Haraldsson |
| 8  | PO   | Angel Gomes            |
| 9  | NA   | Jonathan David         |
| 10 | PO   | Rémy Cabella           |
| 11 | NA   | Adam Ounas             |
| 12 | PO   | Yusuf Yazıcı           |
| 13 | OB   | Akim Zedadka           |
| 14 | OB   | Samuel Umtiti          |
| 15 | OB   | Leny Yoro              |

| Nr | Poz. | Piłkarz                  |
| -- | ---- | ------------------------ |
| 16 | BR   | Adam Jakubech            |
| 17 | NA   | Ivan Cavaleiro           |
| 18 | OB   | Bafodé Diakité           |
| 20 | PO   | Ignacio Miramón          |
| 21 | PO   | Benjamin André (kapitan) |
| 22 | OB   | Tiago Santos             |
| 23 | NA   | Edon Zhegrova            |
| 26 | NA   | Alan Virginius           |
| 27 | NA   | Mohamed Bayo             |
| 30 | BR   | Lucas Chevalier          |
| 31 | OB   | Ismaily                  |
| 35 | PO   | Carlos Baleba            |